# Các loại đầu máy toa xe từng được sử dụng ở Việt Nam
Danh sách tất cả các đầu kéo đường sắt đang hoạt động hoặc đã nghỉ hưu tại Việt Nam.

## Đầu máy hơi nước
Loại đầu máy hơi nước đầu tiên được sử dụng tại Việt Nam là SCAM-Mulhouse "Mixte" trên tuyến Sài Gòn-Chợ Lớn vào năm 1881.
Từ năm 1881-1954 Đường sắt thuộc do Pháp quản lý vì vậy các loại đầu máy thời này được sử dụng chung cho các tuyến đường sắt của Việt Nam, Campuchia, Vân Nam, Niger, Công Gô.
Sau chiến tranh Đông Dương, Việt Nam tiếp quản đường sắt và các loại đầu máy cũ của Pháp, đồng thời được Trung Quốc viện trợ các loại đầu máy cũ đã qua sử dụng.
Đầu những năm 1970, Việt Nam lần đầu tự sản xuất được 2 đầu máy hơi nước đặt tên là Tự Lực (141-122) và Nguyễn Văn Trỗi (141-121) cả 2 đều được sản xuất bởi nhà máy xe lửa Gia Lâm dựa theo đầu máy lớp ZL của Trung Quốc.
Năm 2003, chiếc đầu máy hơi nước cuối cùng của Việt Nam được cho ngừng hoạt động, kết thúc hành trình 122 năm của các loại đầu máy hơi nước tại Việt Nam.
Năm 2014, một số công ti tư nhân đã thu mua các đầu máy hơi nước cũ và phục hồi chúng. Mở ra chương mới của kỷ nguyên hơi nước của Việt Nam.

### Khổ 1000mm[5]
| Tên      | Xếp bánh    | Năm sản xuất | Công ty sản xuất                        | Số lượng (Việt Nam) | Mẫu                               | Ảnh               | Ghi chú |
| -------- | ----------- | ------------ | --------------------------------------- | ------------------- | --------------------------------- | ----------------- | --- |
| 22-100   | 4-4-0       | 1896-1897    | SACM - Belfort                          | 5                   | SACM "Express"                    |                   | Loại đầu máy kéo chuyến tàu đầu tiên từ Sài Gòn đi Mỹ Tho. |
| 31-201   | 2-6-0       | 1913-1914    | SLM - Winterthur                        | 4                   | HG 3/4                            |                   | Sử dụng riêng cho đường sắt răng cưa Tháp Chàm-Đà Lạt Mua cũ từ Thụy Sĩ năm 1947.                                                                                                |
| 31-302   | 2-6-0       | 1905-1907    | Corpet & Louvet                         | 5                   | CFI Corpet-Louvet 2-6-0T          |                   | Nhập về năm 1938, sử dụng riêng biệt cho tuyến Bến Đồng Sổ-Lộc Ninh |
| 40-400   | 0-8-0       | 1924-1930    | SLM - Winterthur                        | 9                   | HG 4/4                            |                   | Sử dụng riêng cho đường sắt răng cưa Tháp Chàm-Đà Lạt. |
| 42-300   | 2-8-2       | 1930         | Hanomag                                 | 3                   | Hanomag 141T 201/203              |                   | Chuyển từ Campuchia sang năm 1930 vì nhu cầu sử dụng đường sắt tại Việt Nam tăng cao                                                                                             |
| 130-300  | 2-6-0       | 1928         | O&K Berlin D                            | 4                   |                                   |                   | |
| 131-100  | 2-6-2       | 1910         | Franco-Belge                            | 13                  | Franco-Belge 1-3-1 39 ton         |                   | Được chuyển qua cho đường sắt Campuchia 1936. |
| 131-428  | 2-6-2       | 1932-1947    | Kawasaki                                | 56                  | JNR Class C12                     |                   | Được Trung Quốc viện trợ 1961-1963 131-402 vẫn còn hoạt động. 131-428 được trưng bày tại ga Đà Lạt.                                                                              |
| 140-000  | 2-8-0       | 1913-1941    | Kawasaki                                | 10-20               | JNR Class 9600                    |                   | Trung Quốc viện trợ 1956. |
| 140-300  | 2-8-0       | 1933         | Corpet & Louvet                         | 10                  | PMR Class 20                      |                   | |
| 140-300  | 2-8-0       | 1933         | Borsig                                  | 3                   | Borsig 2-8-0T 42 ton              |                   | Sử dụng riêng biệt cho tuyến Bến Đồng Sổ-Lộc Ninh, bị trùng số với 140-300 sản xuất bởi Corpet & Louvet Đến 1939 thì sử dụng chung cho toàn hệ thống đường sắt.                  |
| 140-410  | 2-8-0       | 1937         | SACM                                    | 5                   | SACM (SLM) 400 2-8-0              |                   | Trung Quốc viện trợ 1956. |
| 141T-100 | 2-8-2T      | 1913-1914    | Batignolles                             | 10                  | Batignolles N1954                 |                   | |
| 141-105  | 2-8-2       | 1951         | SACM - Mullhouse Công ty xe lửa Gia Lâm | 10                  | SACM Type 203 Class ZL            |                   | Được sản xuất cho Congo, sau đến 1952 thì chuyển về Trung Quốc. Năm 1954, Trung Quốc bàn giao lại cho Việt Nam. Năm 1964, Việt Nam cải tạo lại dựa trên ZL Class của Trung Quốc. |
| 141-158  | 2-8-2       | 1964-1974    | CRRC Tangshan Công ty xe lửa Gia Lâm    | 60                  | Class ZL                          |                   | Được Trung Quốc thiết kế dựa trên lớp đầu máy SACM Type 203. 2 chiếc được sản xuất bởi Việt Nam, Tự Lực/Hữu Nghị (141-122) và Nguyễn Văn Trỗi (141-121)                          |
| 141-508  | 2-8-2       | 1948         | SACM - Mullhouse                        | 27                  | SACM Type 203                     |                   | [ 13 ] |
| 150-100  | 2-10-0      | 1937         | ALCO                                    | 26                  | JNR Class 9050                    |                   | Trung Quốc viện trợ 1956. |
| 150-305  | 2-10-0      | 1931         | Hanomag                                 | 10                  | Hanomag 150-101/110               |                   | Chuyển từ Campuchia sang năm 1936 vì nhu cầu sử dụng đường sắt tại Việt Nam tăng cao                                                                                             |
| 220-100  | 4-4-0       | 1901         | Franco-Belge                            | 25                  | Franco-Belge Américaine 4-4-0/220 |                   | Ngừng sử dụng từ năm 1960, bị bỏ hoang tại ga Quy Nhơn tới năm 1987. |
| 220-100  | 4-4-0       | 1903         | Batignolles                             | 30                  | Franco-Belge Américaine 4-4-0/220 | Khác nơi sản xuất | |
| 230-100  | 4-6-0       | 1916         | Mitsui                                  | 2                   |                                   |                   | Được đề cập tới trong sách hỏa xa, còn lại không có thông tin gì về loại đầu máy này.                                                                                            |
| 230-200  | 4-6-0       | 1906         | J F Cail                                | 20                  | J F Cail 4-6-0 "Ten-wheel"        |                   | |
| 230-300  | 4-6-0       | 1928         | J F Cail                                | 36                  | J F Cail 4-6-0 "Ten-wheel"        |                   | |
| 231-300  | 4-6-2       | 1933         | SACM - Mullhouse                        | 10                  | SACM Type 188                     |                   | Máy "231-309" đặt tên là Phú Lợi. |
| 231-400  | 4-6-2       | 1931         | Hanomag                                 | 7                   | Hanomag 231-400                   |                   | Chuyển từ Campuchia sang năm 1930 vì nhu cầu sử dụng đường sắt tại Việt Nam tăng cao                                                                                             |
| 231-500  | 4-6-2       | 1939-1948    | SACM - Mullhouse                        | 45                  | SACM Type 194                     |                   | |
| 241-200  | 4-8-2-2-8-2 | 1926-1927    | Beyer-Peacock                           | 2                   | Beyer-Peacock EC1 class           |                   | [ 1 ] |

### Khổ 1435mm
| Tên  | Xếp bánh | Năm sản xuất | Công ty sản xuất    | Số lượng (Việt Nam) | Mẫu            | Ảnh | Ghi chú                   |
| ---- | -------- | ------------ | ------------------- | ------------------- | -------------- | --- | ------------------------- |
| GP6  | 2-8-2    | 1934-1959    | Kawasaki            | 60                  | CHN JF6        |     | Được Trung Quốc viện trợ. |
| Br52 | 2-10-0   | 1942-1950    | Deutsche Reichsbahn | 15                  | DRB Class Br52 |     | Được Ba Lan viện trợ.     |

## Đầu máy diesel

### Khổ 1000m[5]
| Tên      | Mẫu          | Năm sản xuất | Tốc độ tối đa (Km/h) | Sức kéo (hp) | Công ty sản xuất               | Số lượng (Việt Nam) | Ảnh | Ghi chú                                                                                      |
| -------- | ------------ | ------------ | -------------------- | ------------ | ------------------------------ | ------------------- | --- | -------------------------------------------------------------------------------------------- |
| D4H      | ТУ5Э         | 1967-1970    | 50                   | 400          | Kambarka Engineering Works     | 30                  |     | Được Liên Xô viện trợ năm 1967-1970. Đã ngưng sử dụng.                                       |
| D4H      | ТУ7Э         | 1971-1986    | 50                   | 400          | Kambarka Engineering Works     | 200-300             |     | Được Liên Xô viện trợ khoảng 200-300 chiếc vào những năm 1970s-1980s. Hiện tại còn 10 chiếc. |
| D5H      | GH500        | 1968-1970    | 65                   | 500          | Walkers Ltd.                   | 13                  |     | Mua cũ từ Úc, nhập về Việt Nam khoảng 1991-1992. Đã ngưng sử dụng.                           |
| D8E      | Kéo đẩy      | 2002         | 120                  | 800          | Công ty xe lửa Gia Lâm         | 2                   |     | Đã ngưng sử dụng.                                                                            |
| D9E      | BB900        | 1959         | 70                   | 900          | Alsthom/SACM                   | 6                   |     | Đã ngưng sử dụng.                                                                            |
| D9E/D10E | GE U8B       | 1963-1965    | 55                   | 900          | General Electric               | 28                  |     | Đã ngưng vận hành thương mại từ năm 2021.                                                    |
| D9E/D10E | GE U8B       | 1963-1965    | 55                   | 1000         | General Electric               | 2                   |     | Đã ngưng vận hành thương mại từ năm 2021.                                                    |
| D10H     | CR-8B        | 1963         | 80                   | 1000         | Plymouth                       | 10                  |     | Đã ngưng sử dụng.                                                                            |
| D10H     | DHF3         | 1973         | 80                   | 1000         | CRRC Sifang Locomotive Co. Ltd | 20                  |     | Được viện trợ từ Trung Quốc năm 1971 Đã ngưng sử dụng từ 1989.                               |
| D10H     | DHF21        | 1973         | 50                   | 1000         | CRRC Sifang Locomotive Co. Ltd | 30                  |     | Mua cũ từ Trung Quốc 2006 Là phiên bản cũ hơn của DHF3                                       |
| D11H     | LD-110-M-VN2 | 1978-1980    | 100                  | 1100         | 23rd August Works              | 58                  |     | Số lượng hiện tại là 4 đầu máy                                                               |
| D12E     | DEV-736      | 1985-1990    | 80                   | 1200         | CKD                            | 40                  |     | [ 25 ]                                                                                       |
| D13E     | YDM4         | 1983-1985    | 100                  | 1300         | DLW                            | 15                  |     | Đã thanh lý máy 703, 706. Máy 704 không còn vận dụng                                         |
| D13E     | YDM4         | 2001-2002    | 100                  | 1300         | DLW                            | 10                  |     | Đã thanh lý máy 723                                                                          |
| D14H     | CKD3H        | 2024         | 120                  | 1400         | CRRC Datong Locomotive Co. Ltd | 6                   |     | Đặt Hàng Đầu Máy CKD3H                                                                       |
| D18E     | DB D18E      | 1983         | 105                  | 1800         | Cockerill                      | 16                  |     | Được viện trợ từ Bỉ năm 1983                                                                 |
| D19E     | CKD7F        | 2001-2004    | 120                  | 1900 3190    | CRRC Ziyang Locomotive Co. Ltd | 40                  |     | 20 Đầu Máy Đặt Hàng CKD7F Dự Kiến Tại Công Ty Xe Lửa Gia Lâm Năm 2025                        |
| D19E     | CKD7F        | 2007-Nay     | 120                  | 1900 3190    | CRRC Ziyang Locomotive Co. Ltd | 5                   |     | 20 Đầu Máy Đặt Hàng CKD7F Dự Kiến Tại Công Ty Xe Lửa Gia Lâm Năm 2025                        |
| D19E     | CKD7F        | 2007-Nay     | 120                  | 1900 3190    | Công ty xe lửa Gia Lâm         | 55                  |     | 20 Đầu Máy Đặt Hàng CKD7F Dự Kiến Tại Công Ty Xe Lửa Gia Lâm Năm 2025                        |
| D20E     | Asiarunner   | 2006         | 120                  | 2000         | Siemens AG                     | 16                  |     | Được viện trợ từ Đức năm 2006                                                                |

### Khổ 1435mm
| Tên   | Mẫu      | Năm sản xuất | Tốc độ tối đa (Km/h) | Sức kéo (hp) | Công ty sản xuất                 | Số lượng (Việt Nam) | Ảnh | Ghi chú                                                                             |
| ----- | -------- | ------------ | -------------------- | ------------ | -------------------------------- | ------------------- | --- | ----------------------------------------------------------------------------------- |
| D4Hr  | ТУ7      | 1971         | 50                   | 400          | Kambarka Engineering Works       | 3                   |     | Được nâng cấp từ D4H. Đã ngưng sử dụng.                                             |
| D8H   | ТГМ8ЭК   | 1983         | 80                   | 800          | Lyudinovo                        | 5                   |     | Được viện trợ từ Liên Xô năm 1983, sử dụng để xây cầu Thăng Long. Đã ngưng sử dụng. |
| D14E  | JMD 1360 | 2002         | 100                  | 1400         | CRRC Qishuyan Locomotive Co. Ltd | 5                   |     |                                                                                     |
| D16E  | DF3      | 1972         | 100                  | 1600         | CRRC Dalian Locomotive Co. Ltd   | 3                   |     | Viện trợ từ Trung Quốc (hoặc mua cũ) cuối những năm 1990. Đã ngưng sử dụng.         |
| D19Er | SDD3     | 2006         | 120                  | 1950         | CRRC Ziyang Locomotive Co. Ltd   | 5                   |     |                                                                                     |

## Toa xe

### Toa xe khách
Bảng dưới đây bao gồm các hạng ghế thông thường được bán trên tuyến Đường sắt Thống nhất:
| Loại chỗ              | Mô tả |
| --------------------- | --- |
| GP                    | Ghế nhựa, được phát khi lên tàu, ngồi tự do trên hành lang toa xe. |
| NC/B80                | Loại chỗ ngồi cứng bằng gỗ được sắp theo cấu hình 2-2 và ngồi đối diện nhau, có bàn ăn và không có điều hòa. Mỗi toa xe có 80 chỗ. Hiện loại chỗ này chỉ còn xuất hiện trên các tàu địa phương vào các dịp tăng cường. |
| NCL/B80L              | Loại chỗ ngồi cứng bằng gỗ được sắp theo cấu hình 2-2 và ngồi đối diện nhau, có bàn ăn nhưng có điều hòa. Mỗi toa xe có 80 chỗ. Hiện loại chỗ này chỉ còn xuất hiện trên các tàu địa phương vào các dịp tăng cường. |
| NML/A2T               | Loại chỗ ngồi mềm bằng nệm, được sắp theo cấu hình 2-2 có điều hòa, có 2 tầng. Nửa toa ngồi theo hướng tàu chạy và một nửa ngồi đối diện, các ghế ở giữa toa đối diện vào nhau và có bàn ăn lớn, các chỗ còn lại có bàn ăn nhỏ kiểu xếp. Mỗi toa có 80 ghế. Đây là loại chỗ chỉ xuất hiện trên các tàu Sài Gòn – Phan Thiết (SPT) và Sài Gòn – Nha Trang (SNT). |
| NML/A64L              | Loại chỗ ngồi mềm bằng nệm, được sắp theo cấu hình 2-2 có điều hòa, nửa toa ngồi theo hướng tàu chạy và một nửa ngồi đối diện, các ghế ở giữa toa đối diện vào nhau và có bàn ăn lớn, các chỗ còn lại có bàn ăn nhỏ kiểu xếp hoặc không có bàn ăn trừ ghế số 1 và 2. Mỗi toa có 64 ghế. Đây là loại chỗ phổ thông và xuất hiện hầu hết trên các tàu.            |
| NML/A56L              | Loại chỗ ngồi mềm bằng nệm, được sắp theo cấu hình 2-2 có điều hòa, nửa toa ngồi theo hướng tàu chạy và một nửa ngồi đối diện, các ghế ở giữa toa đối diện vào nhau và có bàn ăn lớn, các chỗ còn lại có bàn ăn nhỏ kiểu xếp. Mỗi toa có 56 ghế. Đây là loại chỗ cao cấp và xuất hiện hầu hết trên các tàu.                                                     |
| NML/A48L              | Loại chỗ ngồi mềm bằng nệm, được sắp theo cấu hình 2-2, ngồi đối diện nhau, có bàn ăn lớn, có điều hòa và quầy bar. Mỗi toa có 48 ghế. Đây là loại chổ cao cấp và chỉ xuất hiện trên tàu Sài Gòn – Phan Thiết hoặc các tàu địa phương vào các dịp tăng cường.                                                                                                   |
| NML/A20L              | Loại chỗ ngồi mềm bằng nệm cao cấp, được sắp theo cấu hình 1-2, ngồi đối diện nhau, có bàn ăn lớn, có điều hòa và quầy bar. Mỗi toa có 20 ghế. Đây là loại chỗ cao cấp và chỉ xuất hiện trên tàu Sài Gòn P han Thiết hoặc các tàu địa phương vào các dịp tăng cường.                                                                                            |
| BnL/Bn48L             | Loại chỗ nằm cứng, mỗi toa có 7 khoang, mỗi khoang có 6 giường được xếp thành 3 tầng, có bàn ăn lớn, có điều hòa, một số toa có tivi. Mỗi toa có 48 chỗ, và là loại chỗ phổ thông và xuất hiện hầu hết trên các tàu. |
| AnL/An28L/An24L/An20L | Loại chỗ nằm mềm, mỗi toa có 5-7 khoang, mỗi khoang có 4 giường được xếp thành 2 tầng, có bàn ăn lớn, có điều hòa, một số toa có tivi. Mỗi toa có 20, 24 hoặc 28 chỗ, và là loại chỗ phổ thông và xuất hiện hầu hết trên các tàu. Vào dịp Tết và tăng cường. |